# دلتا وحيد القرن
دلتا وحيد القرن Delta Monocerotis ، وهي لاتينية من δ Monocerotis ، هو نجم واحد في كوكبة وحيد القرن ، يقع على بعد نصف درجة جنوب خط الاستواء السماوي . لونه أبيض ويمكن رؤيته بالعين المجردة بشكل خافت قدره الظاهري يبلغ 4.15. المسافة بيننان وبين هذا النجم حوالي 384 سنة ضوئية محددة على أساس اختلاف المنظر. إنه ينجرف بعيدًا عن الشمس بسرعة شعاعية تبلغ حوالي +15 كم / ث ، بعد أن وصل إلى حدود 88 سنة ضوئية منذ حوالي 7.3  مليون سنة. النجم ذو سطوع بقدر مطلق يبلغ −1.20.

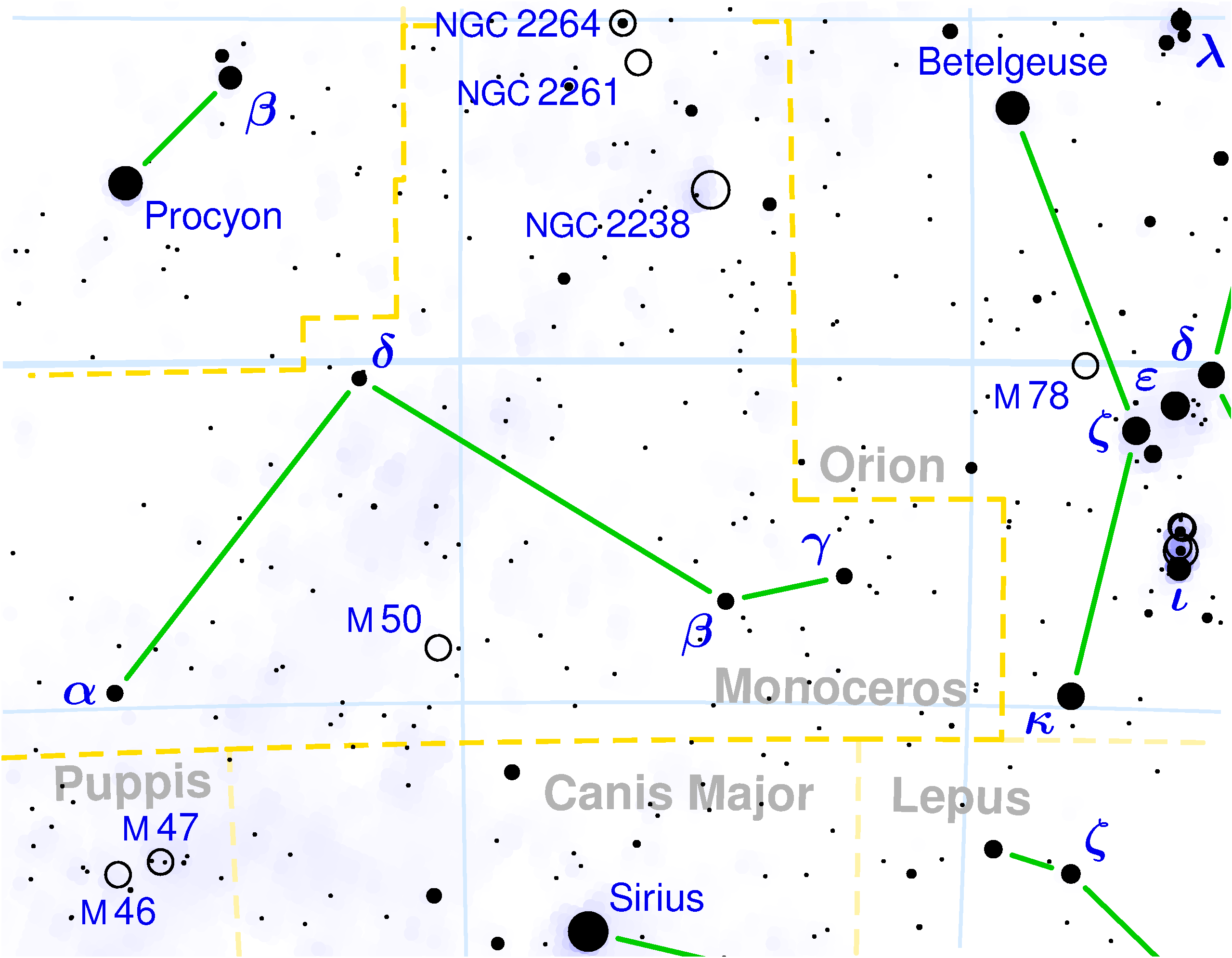
كوكبة وحيد القرن / Monoceros ؛ وترى نجم δ وحيد القرن على الخط الأخضر في وسط الشكل.

يخصص كتالوج النجوم الساطعة لهذا النجم تصنيفًا نجميًا A2V ، مما يشير إلى أن هذا هو نجم التسلسل الرئيسي من النوع A. ومع ذلك ، وجد كل من الباحثين "هوك" و "سويفت" في عام (1999) نجما من فئة نجوم عملاقة فرعية أكثر تطورًا من A0IV ؛ تبلغ كتلته حوالي 2.4 ضعف كتلة الشمس ويقدر عمره بنحو 405 مليون سنة. النجم ذو معدل دوران شديد مع سرعة دوران متوقعة 175.5 كيلومتر في الثانية  ، مما يعطيه انتفاخًا استوائيًا أكبر بنسبة 5٪ من نصف القطر القطبي. إن هذا النجم يشع أشد 350 مرة من لمعان الشمس من الغلاف الضوئي الخاص به عند درجة حرارة فعالة تبلغ 9،462 كلفن.
لهذا النجم رفيق مرئي واحد تم الإبلاغ عنه ، وقد سُمي الرفيق B ، وهو على بعد منه بفصل زاوي قدره 32.0 ثانية قوسية ، ويلمع بقدر ظاهري 13.0.